# Sinostrangalis luteosignatus
Sinostrangalis luteosignatus là một loài bọ cánh cứng trong họ Cerambycidae.